# Клемм, Вильгельм
Вильгельм Клемм (нем. Wilhelm Ludwig August Theodor Clemm; 28 декабря 1843, Гисен — 21 сентября 1883, Гисен) — немецкий филолог.
Профессор Гисенского университета, автор весьма ценных исследований по грамматике греческого и латинского языков, к которой он применил выводы сравнительного языкознания.
Дружил со многими поэтами и писателями тех лет. А также интересовался мистицизмом.
Написал:
- «Die neuesten Forschungen auf dem Gebiet der griechischen Composita» (в G. Curtius «Studien», VII);
- «Über Aufgabe und Stellung der klassischen Philologie, insbesonder ihr Verhältniss zur vergleichenden Sprachwissenschaft» (Гиссен, 1872) и др.